# Andreas Hinkel
Andreas Hinkel, född 26 mars 1982, är en tysk före detta fotbollsspelare, försvarare.
Han debuterade som offensiv ytterback för Tyskland mot Serbien och Montenegro 2003. Han var med vid EM 2004 och FIFA Confederations Cup 2005 men fick lite speltid.

## Meriter
- 13 A-landskamper (till och med 2005)
- EM i fotboll: 2004
- FIFA Confederations Cup 2005

## Klubbar
- SC Freiburg (2011–2012)
- Celtic FC (2008–2011)
- Sevilla FC (2006–2007)
- VfB Stuttgart (2000–2006)